# 橄榄报
《橄榄报》，为中华民国江苏省无锡县发行的一个双日刊。

## 沿革
1928年7月11日，杨素吾在无锡创刊，初名《橄榄间日刊》，后改为《橄榄报》，杨素吾并担任主编。此前杨素吾曾在《天闻报》就职，《天闻报》结束后他决定自办报纸。橄榄意寓“供人咀嚼品味之意”。1937年停刊。